# Junpei Fujita
Junpei Fujita  (藤田 淳平?, Fujita Junpei) (Prefettura di Nagasaki, 3 maggio 1979) è un arrangiatore e compositore giapponese.
È membro fondatore degli Elements Garden. Il suo lavoro include la composizione e l'arrangiamento di alcune tracce di singoli e album di Nana Mizuki inclusi gli album Hybrid Universe, Ultimate Diamond e Impact Exciter, e i singoli "Wild Eyes", "Super Generation", "Junketsu Paradox", "Mugen" e Starcamp EP. Ha anche composto musica per una traccia dell'album Wonder ( di Mamoru Miyano ) e il singolo Refrain ( di Mamoru Miyano ). Insieme ad altri membri di Elements Garden ha anche lavorato alla colonna sonora di un gioco chiamato Wild Arms XF, inoltre ha pure composto ed arrangiato la musica di un ulteriore gioco:G Senjō no Maō. Per di più ha adattato la musica alla versione PC della Visual Novel Akaneiro ni Somaru Saka. È sposato con la cantante Suara dal 2009.

## Filmografia

### Anime
| Anno             | Titolo                                       | Ruolo                                          | Note  | Fonte |
| ---------------- | -------------------------------------------- | ---------------------------------------------- | ----- | ----- |
| 06 luglio 2007   | Mushi-Uta                                    | Musica                                         |       |       |
| 04 gennaio 2008  | H2O: Footprints in the Sand                  | Musica                                         |       |       |
| 04 gennaio 2009  | serie White Album                            | Musica                                         |       |       |
| 05 aprile 2010   | B Gata H Kei                                 | Musica                                         |       |       |
| 08 gennaio 2012  | Bodacious Space Pirates                      | Musica                                         |       |       |
| 06 ottobre 2012  | Ixion Saga DT                                | Musica                                         | [ 3 ] |       |
| 04 aprile 2013   | Uta no Prince-sama series                    | Musica                                         |       |       |
| 22 febbraio 2014 | Bodacious Space Pirates: Abyss of Hyperspace | Musica                                         |       |       |
| 15 ottobre 2014  | The Fruit of Grisaia                         | Musica                                         |       |       |
| 06 ottobre 2014  | When Supernatural Battles Became Commonplace | Compositore, Arrangiatore della colonna sonora | [ 4 ] |       |
| 07 ottobre 2015  | Dance with Devils                            | Musica                                         | [ 5 ] |       |
|                  | serie Symphogear                             | Musica                                         |       |       |
|                  | Rokka: Braves of the Six Flowers             | Musica                                         |       |       |

### Videogiochi
| Anno | Titolo                     | Ruolo                | Note | Fonte |
| ---- | -------------------------- | -------------------- | ---- | ----- |
|      | Shining Resonance          | Musica               |      |       |
|      | Shining Blade              | Musica               |      |       |
|      | Little Battlers Experience | Musica               |      |       |
|      | Suikoden Tierkreis         | Musica               |      |       |
|      | Wild Arms XF               | Musica e Compositore |      |       |